# Judy-Joy Davies
Judy Davies (Melbourne, Australia, 5 de junio de 1928-ídem, 27 de marzo de 2016) fue una nadadora australiana especializada en pruebas de estilo espalda, donde consiguió ser medallista de bronce olímpica en 1948 en los 100 metros.

## Carrera deportiva
En los Juegos Olímpicos de Londres 1948 ganó la medalla de bronce en los 100 metros estilo espalda, con un tiempo de 1:16.7 segundos, tras la danesa Karen Harup y la estadounidense Suzanne Zimmerman (plata con 1:16.0 segundos).